# Tumut Pond Dam
Tumut Pond Dam är en dammbyggnad i Australien. Den ligger i kommunen Tumut Shire och delstaten New South Wales, i den sydöstra delen av landet, omkring 350 kilometer sydväst om delstatshuvudstaden Sydney.
Runt Tumut Pond Dam är det mycket glesbefolkat, med 3 invånare per kvadratkilometer.. 
I omgivningarna runt Tumut Pond Dam växer i huvudsak städsegrön lövskog. Genomsnittlig årsnederbörd är 1 301 millimeter. Den regnigaste månaden är februari, med i genomsnitt 173 mm nederbörd, och den torraste är januari, med 75 mm nederbörd.